# Dmitar Zvonimir

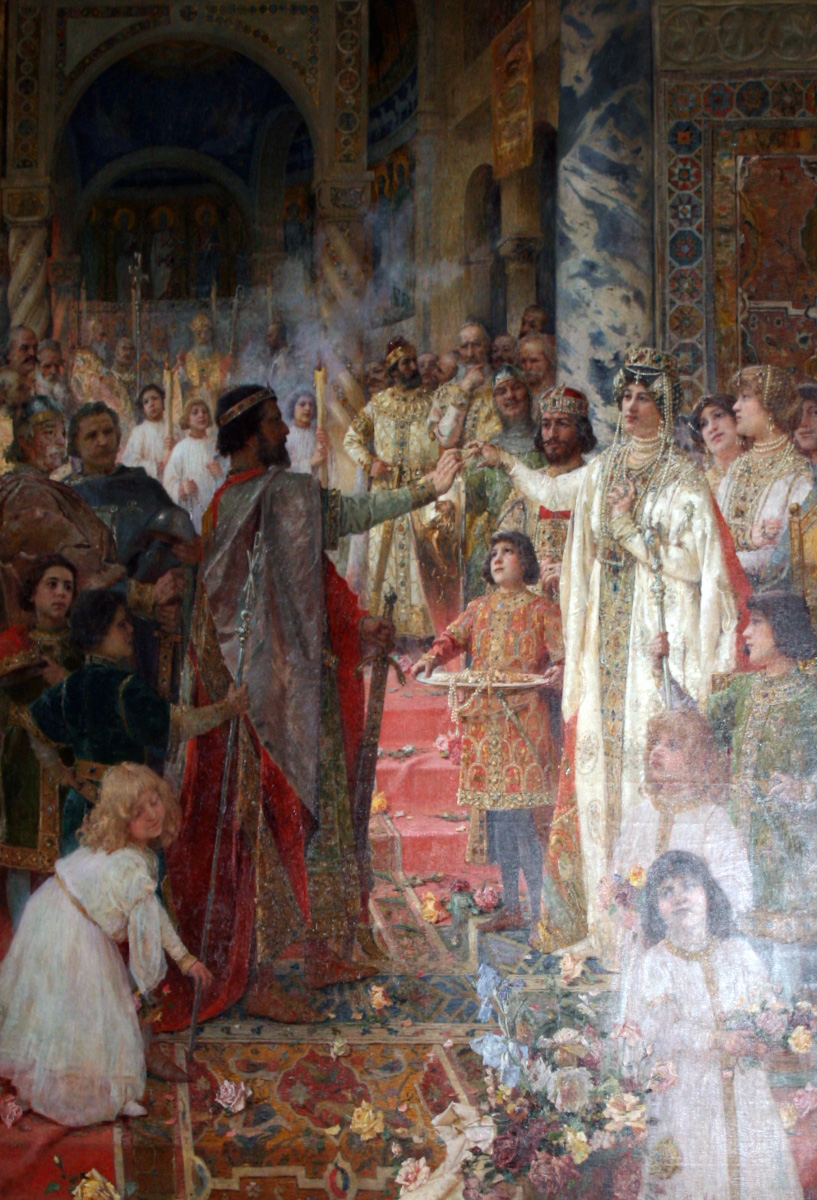
Dmitar Zvonimir

Dmitar Zvonimir var kung av Kroatien från 1076 till sin död 1089. Zvonimir var medlem av huset Trpimirović, som styrde Kroatien under cirka 200 år.

## Biografi
Zvonimir regerade som ban av Slavonien från år 1065 och då hans släkting kung Petar Krešimir IV saknade en arvinge valdes Zvonimir till att ärva tronen. Zvonimir kröntes av en påvlig legat och han sökte hela tiden under sin regeringstid utöka sin makt och allierade sig med påven.
Zvonimir dog 1089, förmodligen av naturliga orsaker, inför en samlad adelsförsamling i närheten av Knin då han försökte övertyga dem att delta i ett korståg.